# La sposa di neve
La sposa di neve (Snow Bride) è un film per la televisione del 2013 diretto da Bert Kish. Interpretato da Katrina Law e Jordan Belfi, il film è stato trasmesso su Hallmark Channel il 9 novembre 2013.